# Исландско-шведские отношения
Исландско-шведские отношения — двусторонние дипломатические отношения между Исландией и Швецией. Страны являются членами Арктического совета, Совета государств Балтийского моря, Совета Европы, Северо-Балтийской восьмёрки, Северного совета, Организации экономического сотрудничества и развития, а также Организации Объединённых Наций.

## История
В этих северных странах ранее жили викинги. В 870 году Гардар Сваварсон стал первым шведом побывавшим в Исландии, а также первым человеком, который изучил побережье этого острова. В 1380 году Исландия (в то время под властью Норвегии) присоединилась к Кальмарской унии под единым монархом трёх королевств: Дании, Норвегии и Швеции. Исландия и Швеция были одним государством до распада союза в 1523 году. Затем Исландия попала под управление Дании до получения независимости в 1918 году. 27 июля 1940 года Исландия и Швеция установили дипломатические отношения. В июне 1944 года Исландия стала республикой и страны открыли посольства в столицах друг друга. Во время Второй мировой войны страны оставались официально нейтральными, однако, на территории Исландии размещались военные базы стран Антигитлеровской коалиции, в то время как Швеция неофициально оказывала им помощь.
После установления дипломатических отношений между странами, они активно участвуют в обсуждении вопросов на международной арене, затрагивающих страны Северной Европы, таких как: глобальное потепление, арктическая политика и оборонное сотрудничество вне НАТО. Страны принимали участие в военной кампании в Афганистане в составе Международных сил содействия безопасности.
Во время финансового кризиса 2008—2011 годов в Исландии банк Швеции выделил 5 миллиардов шведских крон (520 миллионов евро) исландскому Kaupthing Bank, чтобы помочь сделать выплаты вкладчикам и другим кредиторам, пострадавшим от финансового кризиса.

## Торговля
Исландия является членом Европейской ассоциации свободной торговли и имеет неограниченный доступ к рынку Европейского союза (в который входит Швеция). В 2015 году объём товарооборота между Исландией и Европейским союзом составил сумму 5,7 млрд евро.

## Дипломатические представительства
- Исландия имеет посольство в Стокгольме[7].
- Швеция содержит посольство в Рейкьявике[8].